# Strašínská jeskyně
Strašínská jeskyně je přírodní památka poblíž obce Strašín v okrese Klatovy. Chráněné území se nalézá necelý kilometr zsz. od Strašína, po pravé straně silnice II/171 do Rozsedel. Důvodem ochrany je zachování jediné větší přirozené jeskyně v systému sušickostrakonických vápenců.
Od vstupu se jeskyně svažuje do 23 metrů dlouhé, 12 metrů široké a až tři metry vysoké síně zakončené jezírkem, z níž se odpojují další chodby a chodbičky. Celková délka prostor je asi 200 metrů. Jeskyni chybí krápníková výzdoba, její strop ale zdobí mísovité a hrncovité prohlubně.
Od roku 2012 byla za poplatek jeskyně přístupná veřejnosti. Nyní je do odvolání uzavřená. 